# 차징 불

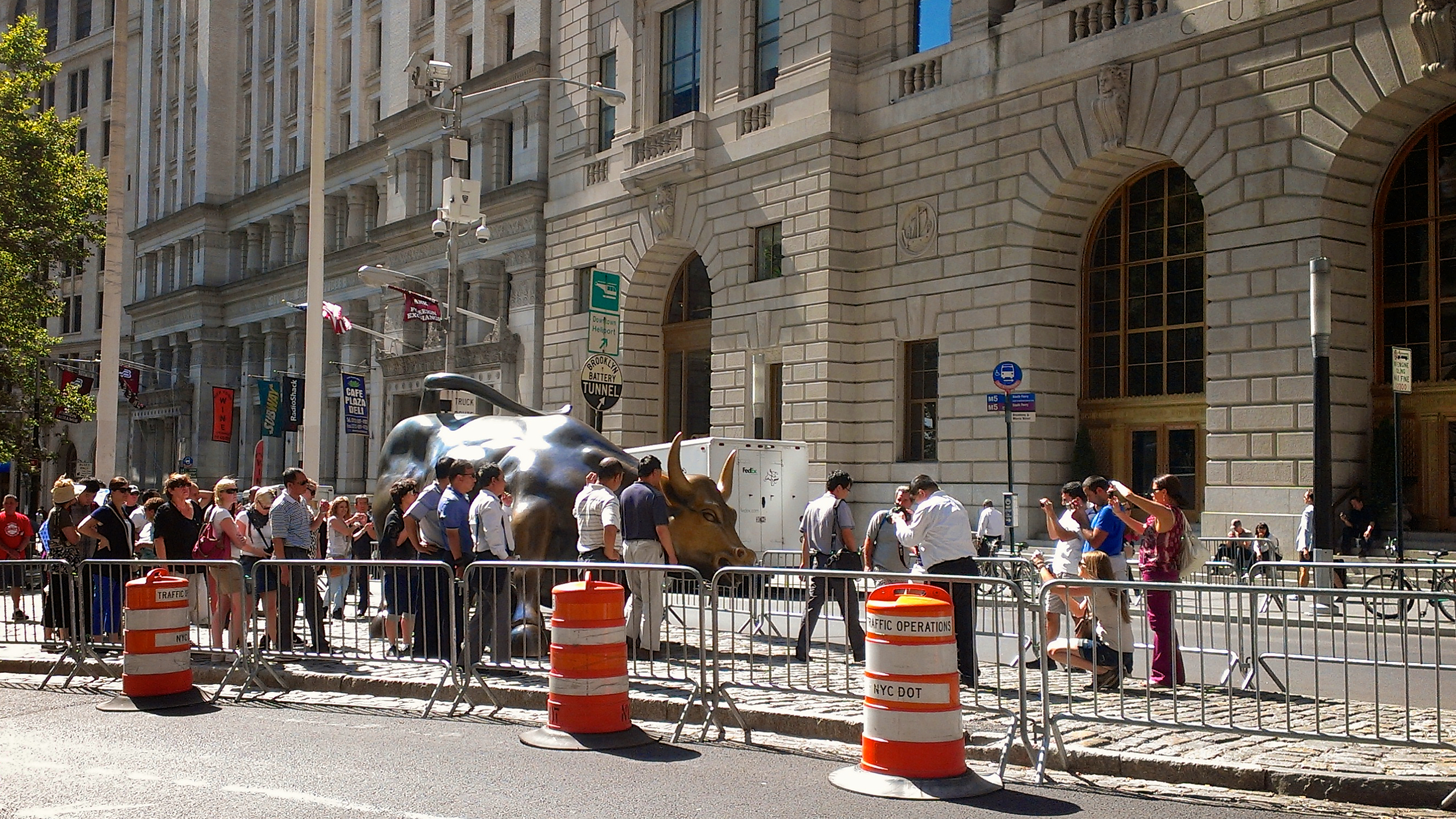

차징 불(영어: Charging Bull)은 미국 뉴욕주 뉴욕 맨해튼 파이낸셜 디스트릭트 볼링 그린에 있는 황소 동상이다.
동상은 아르투로 디 모디카가 제작한 것으로, 무게는 3,200 kg (7,100 lb), 높이 11 피트 (3.4 m), 길이는 16 피트 (4.9 m)이다. 관광객이 자유롭게 접근할 수 있다. 동상은 월 가와 파이낸셜 디스트릭트의 상징이자 뉴욕의 명소로, 매일 수천명의 사람들이 방문하고 있다.

## 같이 보기
- 기린 (전설)